# Вилијам Окамски
Вилијам Окамски, такође Окам, од лат. Gulielmus Occamus; (око 1285 — 1347) је био енглески филозоф схоластике и фрањевачки фратар. Као фрањевац живот је посветио крајњем сиромаштву. Познат је по принципу званом Окамова оштрица. Сматра се једним од највећих логичара свих времена.

## Биографија
Рођен је око 1285. године у селу Окам, на југу Енглеске. Придружио се фрањевцима још док је био јако млад и најпре је образован код фрањеваца у Лондону, а онда на Оксфорду. Није завршио студије у Оксфорду, али током тога периода и непосредно након тих година написао је већину филозофских и теолошких дела по којима је постао познат.
Његове идеје су брзо постале контроверзне. Многи научници сматрају да га је папа Јован XXII 1324. позвао у Авињон под оптужбом за јерес и да је провео четири године у кућном притвору. Алтернативна теорија каже да је око 1324. отишао да предаје филозофију у Авињону на престижној фрањевачкој школи и да несугласице нису избиле пре 1327. године. Након 9. априла 1328. поглавар фрањевачког реда Михајло из Чезене је замолио Вилијама Окамског да проучи разлике између фрањевачке и папске доктрине о апостолском сиромаштву. Фрањевци су одржавали свој ред као сиромашни ред. Сматрали су да су Христос и апостоли били сиромашни. То је био централни део њихове доктрине, а папа и доминиканци се нису слагали са тим. Вилијам Окамски је прочавајући доктринарне разлике фрањеваца и папске доктрине утврдио да је папа јеретик. Пре него што је то објавио, напустио је Авињон 26. маја 1328. године, заједно са Михаилом из Чезене и неколико других фратара. Папа га је оптужио због јеретичког учење о сиромаштву Христа и апостола. Окам и одбегли фрањевци су тражили заштиту Светог римског цара Лудвига IV Баварског. У Минхену и Пизи заступа тезу да папа није непогрешив јер је изнад њега ауторитет Библије. Вилијам Окамски је изопштен из цркве, али његова филозофија није никад службено забрањена. Преостали део живота је провео пишући о политичким питањима. После смрти Михаила из Чезене постао је 1342. вођа мале групе фрањевачких дисидената на двору Лудвига IV Баварског. Окам је преминуо или 10. априла 1347. или, вероватније, 9. априла 1348. године у фрањевачком манастиру у Минхену, Баварска. Папа Иноћентије VI га је посмртно рехабилитовао 1359. године.

## Учење
Вилијам Окамски пориче схоластички однос вере и ума, односно филозофије и теологије. Наука и вера су хетерогени. Научно истраживање се мора усмерити ка збиљи а искуство прихватити као извор сваке спознаје. Окам на томе гради разлику између спознаје и објаве. Захтева слободу филозофског истраживања, као и религиозног уверења и живота. Сматра да црква треба бити слободна верска заједница, а теологија се треба ослањати само на веру, а не на доказе ума.

### Номинализам
Виљем Окамски је био пионир номинализма, а неки га сматрају и оцем епистемологије и модерне филозофије. Бранио је позиције да постоји само појединачно, а не над-индивидуалне универзалије или форме и да су универзалије само продукт апстракције људског мозга и да заправо не постоје само по себи. Понекад се сматра и концептуалистом, јер су номиналисти сматрали да универзалије имају имена, тј. речи, које постоје уместо реалних универзалија. Концептаулисти све то сматрају менталним концептом, тј, имена су имена концепата, који постоје само у мислима.

### Окамова оштрица
Дао је значајан допринос модерној науци својим принципом за објашњења и стварање теорија, познатим као Окамова оштрица. Окамова оштрица значи да за објашњење неког феномена треба претпоставити што је могуће мање претпоставки, елиминишући, тј. одсецајући као оштрицом оне претпоставке, које не доприносе предвиђањима хипотезе или теорије. Када више различитих теорија има једнаку могућност предвиђања, принцип препоручује да се уведе што је могуће мање претпоставки и да се постулира са што је могуће мање хипотетичких ентитета.

### Логика
У логици Окам је доста радио према ономе што ће касније бити познато као Морганови закони и што ће се сматрати тернарном логиком. У тернарној логици не постоји само тачно, нетачно, него постоје три вредности, а тај концепт ће поново бити разматран у математичкој логици задња два века. Његово учење о непотпуној индукцији претеча је касније теоријске обраде индукције у делу Франсиса Бекона.

### Политика
Вилијам Окамски се сматра оним, који је значајно допринео развоју западних уставних идеја, посебно оних о ограниченој одговорној власти.

## Радови

### Филозофија
- 1521

### Преводи

#### Филозофски радови
- Philosophical Writings, tr. P. Boehner, rev. S. Brown (Indianapolis, Indiana, 1990)
- Ockham's Theory of Terms: Part I of the Summa logicae, translated by Michael J. Loux (Notre Dame; London: University of Notre Dame Press, 1974) [translation of Summa logicae, part 1]
- Ockham's Theory of Propositions: Part II of the Summa logicae. Notre Dame: University of Notre Dame Press. 1980., translated by Alfred J. Freddoso and Henry Schuurman  [translation of Summa logicae, part 2]
- Demonstration and Scientific Knowledge in William of Ockham: a Translation of Summa logicae III-II, De syllogismo demonstrativo, and Selections from the Prologue to the Ordinatio. Notre Dame, Indiana: University of Notre Dame. 2007., translated by John Lee Longeway
- Ockham on Aristotle's Physics: A Translation of Ockham's Brevis Summa Libri Physicorum. St. Bonaventure, New York: The Franciscan Institute. 1989., translated by Julian Davies
- Kluge, Eike-Henner W. (1973). „William of Ockham's Commentary on Porphyry”. Franciscan Studies. 33: 171—254. JSTOR 41974891.
- Kluge, Eike-Henner W. (1974). „William of Ockham's Commentary on Porphyry Introduction and English Translation”. Franciscan Studies. 34: 306—382. JSTOR 44080318.
- Predestination, God's Foreknowledge, and Future Contingents. New York: Appleton-Century-Crofts. 1969., translated by Marilyn McCord Adams and Norman Kretzmann  [translation of Tractatus de praedestinatione et de praescientia Dei et de futuris contigentibus]
- Quodlibetal Questions, translated by Alfred J. Freddoso and Francis E. Kelley, 2 vols (New Haven; London: Yale University Press, 1991) (translation of Quodlibeta septem)
- Paul Spade, (1994). Five Texts on the Mediaeval Problem of Universals: Porphyry, Boethius, Abelard, Duns Scotus, Ockham. Indianapolis, Indiana: Hackett. [Five questions on Universals from His Ordinatio d. 2 qq. 4–8]

#### Теолошки радови
- The De sacramento altaris of William of Ockham. Burlington, Iowa: Lutheran Literary Board. 1930., translated by T. Bruce Birch  [translation of Treatise on Quantity and On the Body of Christ]

#### Политички радови
- An princeps pro suo uccursu, scilicet guerrae, possit recipere bona ecclesiarum, etiam invito papa, translated Cary J. Nederman, in Political thought in early fourteenth-century England: treatises by Walter of Milemete, William of Pagula, and William of Ockham. Tempe, Arizona: Arizona Center for Medieval and Renaissance Studies. 2002.
- A translation of William of Ockham's Work of Ninety Days. Lewiston, New York: E. Mellen Press. 2001., translated by John Kilcullen and John Scott  [translation of Opus nonaginta dierum]
- Tractatus de principiis theologiae, translated in A compendium of Ockham's teachings: a translation of the Tractatus de principiis theologiae. St. Bonaventure, New York: Franciscan Institute, St. Bonaventure University. 1998., translated by Julian Davies
- On the Power of Emperors and Popes, translated by Annabel S. Brett (Bristol, 1998)
- Rega Wood, (1997). Ockham on the Virtues. West Lafayette, Indiana: Purdue University Press. [includes translation of On the Connection of the Virtues]
- A Letter to the Friars Minor, and Other Writings. Cambridge: Cambridge University Press. 1995., translated by John Kilcullen  [includes translation of Epistola ad Fratres Minores]
- A Short Discourse on the Tyrannical Government. Cambridge: Cambridge University Press. 1992., translated by John Kilcullen  [translation of Breviloquium de principatu tyrannico]
- William of Ockham, [Question One of] Eight Questions on the Power of the Pope, translated by Jonathan Robinson[16]